# Districtul Ramka
Ramka este un district din provincia Relizane, Algeria.